# Брезово (община Лития)
Вижте пояснителната страница за други значения на Брезово.
Брезово (на словенски: Brezovo) е село в Словения, Средна Словения, община Лития. Според Националната статистическа служба на Република Словения през 2015 г. селото има 68 жители.